# Bysjön, Hälsingland
Bysjön är en sjö i Bollnäs kommun i Hälsingland och ingår i Ljusnans huvudavrinningsområde. Sjön är 8 meter djup, har en yta på 1,51 kvadratkilometer och är belägen 126 meter över havet.

## Delavrinningsområde
Bysjön ingår i det delavrinningsområde (682841-153764) som SMHI kallar för Utloppet av Bysjön. Medelhöjden är 176 meter över havet och ytan är 11,6 kvadratkilometer. Räknas de 17 avrinningsområdena uppströms in blir den ackumulerade arean 132 kvadratkilometer. Isteån (Bogårdsån) som avvattnar avrinningsområdet har biflödesordning 2, vilket innebär att vattnet flödar genom totalt 2 vattendrag innan det når havet efter 85 kilometer. Avrinningsområdet består mestadels av skog (54 procent) och jordbruk (13 procent). Avrinningsområdet har 1,76 kvadratkilometer vattenytor vilket ger det en sjöprocent på 15,2 procent.